# Jacques Daléchamps
Jacques Daléchamps ou D’Aléchamps, nasceu em 1513 em Caen e morreu em 1588 em Lyon, França foi um médico, botânico, e naturalista francês.

## Biografia

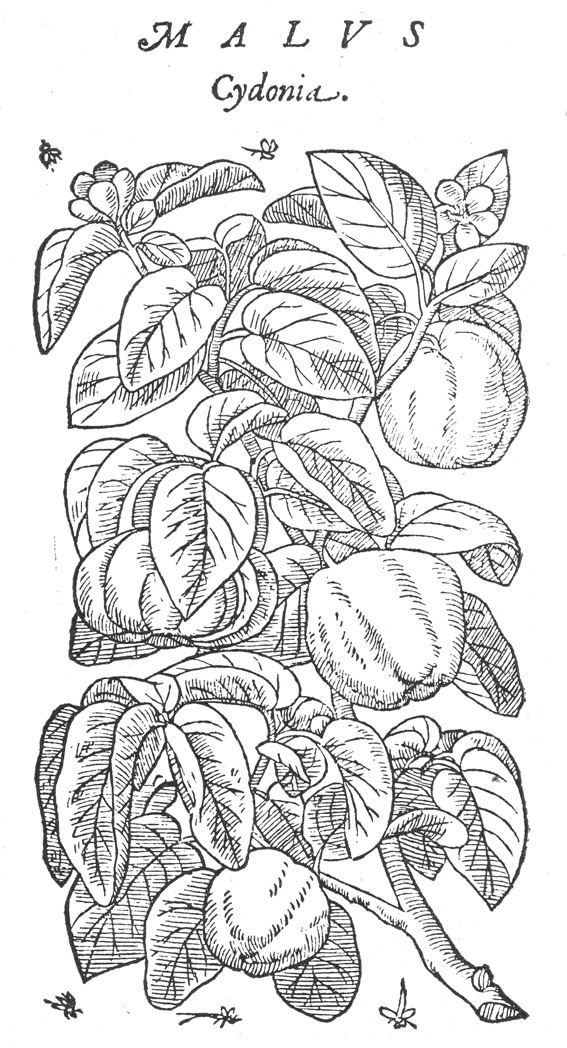
Ilustração de Cydonia oblonga tirado de Historia generalis Plantarum.

Entrou na universidade de Montpellier em 1545 e recebeu seu título de doutor em 1547. Frequentou os cursos Guilherme Rondelet. Após ter vivido alguns anos em Grenoble e Valence, instalou-se em Lyon 1552. Nesta cidade, onde residiu até à sua morte, exerceu a medicina.
Sua obra mais importante é o seu Historia generalis plantarum (1586-1687), compilação dos conhecimentos botânicos da sua época, que foi publicado em Lyon. Este livro às vezes é denominado Historia plantarum Lugdunensis porque descreve a flora ao redor da cidade. Embora seu nome seja o único na página de título, não há dúvida que certas partes foram escritas por Jean Bauhin e Jean des Moullins. A obra é ornada de 2731 xilogravuras, às vezes bastante medíocres. Daléchamps tinha encarregado Desmoulins da edição das suas notas e não se sabe se a responsabilidade é de um ou do outro. Gaspard Bauhin publicou uma crítica bastante virulenta em 1601.
Publicou, em 1570, o seu Chirurgie françoise, igualmente em Lyon e traduziu, em 1572, a obra de Galeno (Administrações anatómicas de Cláudio Galeno, traduzidas fielmente do grego para o francês pelo Sr. Jaques Dalechamps,… corrigidas em infinitas passagens com extrema diligência do traducteur). Traduziu igualmente outros autores clássicos como Plínio, o Velho. Contribuiu, mais que muitos outros seus contemporâneos, para o progresso da ciências e divulgação das obras da antiguidade. Também efetuou traduções francesas de Paul d'Égine, de Galeno.
Charles Plumier dedicou a ele o gênero Dalechampia da família Euphorbiaceae.

Urospermum dalechampii é outra planta em sua homenagem.

## Publicações
- Historia generalis plantarum, Lyon, em Guil. Roville, 1586. A primeira edição contém duas erratas, o índice em latim, francês, grego, árabe, italiano, espanhol, alemão, flamengo, boêmio e inglês. Obra traduzida por Jean des Moullins, 1615, obra onde são reunidos todos os conhecimentos que possuia-se então em Botânica. (Dicionário Bouillet).
- Uma edição de Athénée, com tradução latina e comentários, 1598
- Cirurgia Francesa. Com as várias figuras necessárias para a operação manual.
- História geral das Plantas que contêm oito livros repartidos em dois volumes.